# Ośrodek Szkolenia Poligonowego Wojsk Lądowych Żagań

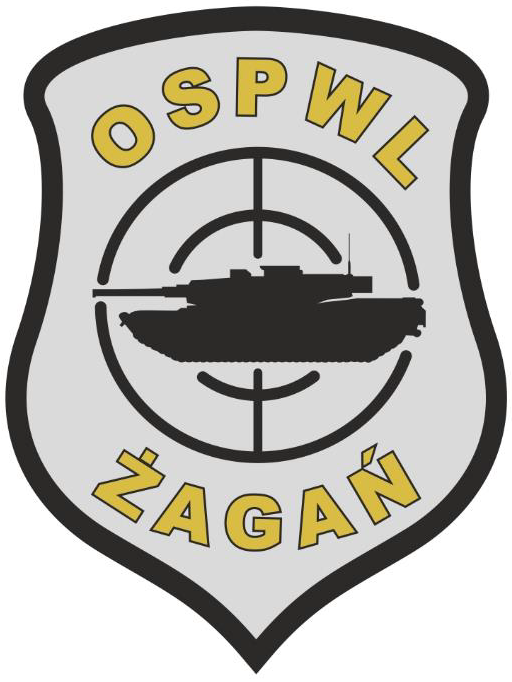
Oznaka rozpoznawcza na mundur wyjściowy.

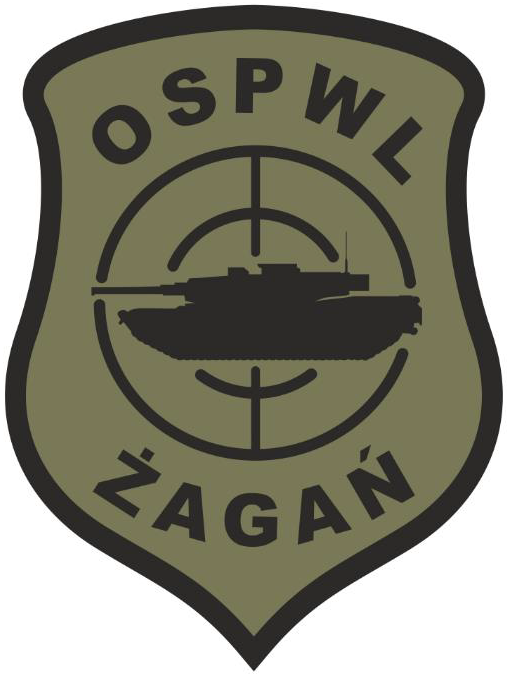
Oznaka rozpoznawcza na mundur polowy.

Ośrodek Szkolenia Poligonowego Wojsk Lądowych Żagań im. gen. dyw. Zbigniewa Ohanowicza (OSPWL Żagań) – poligon Wojsk Lądowych Sił Zbrojnych RP.

## Historia Jednostki Wojskowej Nr 5430
Na podstawie rozkazu Nr 02212/Org. szefa Sztabu Generalnego Wojska Polskiego z dnia 6 czerwca 1953 został sformowany 14 Poligon Artyleryjski. Komenda poligonu została umieszczona w pałacu w Kliczkowie koło Bolesławca. Organizatorem i pierwszym komendantem poligonu został kapitan Roman Okupski, dotychczasowy oficer poligonowy Poligonu Wędrzyn. Okres formowania jednostki został zakończony w listopadzie 1953. Początkowo obsługiwano dwa kierunki: „Piękna Wieś” przeznaczony do strzelań z zakrytych stanowisk ogniowych i „Trzebień” do strzelań z czołgów.
Na podstawie rozkazu Nr 0145 dowódcy Śląskiego Okręgu Wojskowego z dnia 19 sierpnia 1957 jednostka została przeformowana w Obóz Ćwiczeń i Poligon Artyleryjski. Obszar poligonu został powiększony o kolejne dwa kierunki: „Joanna” i „Karliki”.
W 1967 jednostka została przeformowana w Ośrodek Szkolenia Poligonowego Wojsk Lądowych. Dwa lata później została zakończona budowa Bojowej Strzelnicy Czołgów „Karliki”, a w 1973 - Bojowej Strzelnicy Bojowych Wozów Piechoty i Transporterów Opancerzonych „Karliki”. W styczniu 1974 został oddany do użytku hotel poligonowy. 3 grudnia 1974 ówczesny zastępca dowódcy ŚOW, generał brygady Zbigniew Ohanowicz dokonał symbolicznego rozruchu elektronicznych urządzeń sterujących BSCz „Karliki”.
Na podstawie rozkazu dowódcy ŚOW z dnia 16 stycznia 1979 Komenda OSPWL została dyslokowana do miejscowości Dobre nad Kwisą. W latach 1979–1985 oddano do użytku stołówkę, klub żołnierski, pomieszczenia służb dyżurnych, garaże, magazyny i warsztaty poligonowe. W 1980 oddano do użytku obozowisko wagonowe „Karliki”, a cztery lata później obozowisko „Trzebień”. 12 października 1985 Ośrodek został wyróżniony dyplomem i medalem „Za Zasługi dla Śląskiego Okręgu Wojskowego”. 1 listopada 1992 rozpoczęła funkcjonowanie Bojowa Strzelnica Czołgów „Świętoszów”. W 1995 w rejon poligonu została włączona miejscowość Pstrąże.
W 1997 na terenie poligonu odbyły się ćwiczenia pod kryptonimem „INDIAN FALCON 97” z udziałem Sił Zbrojnych Królestwa Holandii, a w następnym roku ćwiczenia pk. „DRAGON 98”, także z udziałem jednostek armii holenderskiej. W 2002 jednostka została przeformowana na nowy etat. 13 czerwca 2003 obchodzono 50 rocznicę utworzenia ośrodka.
27 sierpnia 2003 Minister Obrony Narodowej nadał Ośrodkowi imię patrona - generała dywizji Zbigniewa Ohanowicza.
Z dniem 1 lipca 2004 został wprowadzony nowy wojenno-pokojowy etat ośrodka.
1 grudnia 2006 Minister Obrony Narodowej wprowadził odznakę pamiątkową Ośrodka.
8 stycznia 2007 Minister Obrony Narodowej ustanowił dzień 6 czerwca dorocznym świętem Ośrodka.
6 lutego 2011 zmarł były komendant Ośrodka pułkownik dyplomowany Franciszek Klepacz.
15 lipca 2011 zmarł były komendant Ośrodka podpułkownik dyplomowany Jarosław Siwczyk.
Poligon jest współcześnie wykorzystywany zarówno przez jednostki wojskowe SZ RP, jak również wojsk innych państw NATO.

## Komendanci
- kpt./mjr Roman Okupski (1953 - 1958)
- ppłk Piotr Pęcak (od 31 grudnia 1958)
- płk dypl. Franciszek Klepacz (od 10 grudnia 1966)
- ppłk/płk dypl. Władysław Biernat (od 27 lutego 1979)
- płk dypl. Romuald Śmigielski (25 września 1985)
- ppłk dypl. Lesław Kowalski (od lutego 1992)
- ppłk dypl. Jerzy Klimecki (od 15 listopada 1994)
- płk dypl. Marian Kaczmarek (od 28 lutego 1997)
- ppłk dypl. Bernard Szczepaniak (od grudnia 1999)
- ppłk dypl. Jarosław Siwczyk (od 15 lutego 2002)
- mjr Franciszek Fedczyszyn (p.o. od 6 listopada 2006)
- ppłk Marek Gmurski (od 10 kwietnia 2007)
- ppłk Franciszek Fedczyszyn (od 2010)
- ppłk Jacek Gaszak (od 12 lipca 2017)[5]
- ppłk Marek Drabek (od 2 czerwca 2023)

## Historia poligonu
Za sprawą rodziny von Dohna w 1898 pomiędzy Żaganiem a Świętoszowem zaczął powstawać poligon, który dynamicznie rozwijał się aż do końca I wojny światowej – w 1905 zajmował powierzchnię 5000 ha. Po dojściu nazistów do władzy w 1933 powiększono teren poligonu do tego stopnia, że w czasie II wojny światowej należał on do największych na terenie III Rzeszy. W latach 40. na terenie poligonu, przeznaczonego od początku istnienia do szkolenia oddziałów artylerii, piechoty, saperów i strzelców, ćwiczyło od 60 do 70 tysięcy żołnierzy Wehrmachtu (wojsk lądowych i Luftwaffe), Waffen-SS oraz Abwehry.
Po wojnie wykorzystywany przez jednostki Armii Czerwonej (głównie przez zakwaterowaną w Świętoszowie 20 Zwienogrodzką Dywizję Pancerną). Ludowe Wojsko Polskie mogło korzystać z obiektu dopiero od momentu powstania Układu Warszawskiego w 1955 we wspólnych ćwiczeniach z pozostałymi wojskami państw Układu (m.in. ćwiczenia Tarcza).
W 1992, po opuszczeniu Świętoszowa przez wojska rosyjskie, obie części poligonu zostały połączone, tworząc wówczas największy w kraju kompleks szkolenia poligonowego.
Powierzchnia całkowita OSPWL Żagań wynosi 21 407 ha, z czego aż 15 119 ha to powierzchnia pola roboczego. Poligon znajduje się w Borach Dolnośląskich na północ od autostrady A18, na terenie województw lubuskiego (powiat żagański) i dolnośląskiego (powiat bolesławiecki).